# Bolte Bridge
Le Bolte Bridge est un pont à poutres cantilever situé à Melbourne en Australie.